# Andrés Ricaurte
Andrés Ricaurte Vélez, mais conhecido como Andrés Ricaurte (Medellín, 3 de outubro de 1991) é um futebolista colombiano que atua como meia-atacante. Atualmente, defende o Dallas, emprestado pelo Independiente Medellín.

## Carreira

### Rionegro Águilas
Nascido em Medellín, Colômbia, Andrés Ricaurte foi revelado no Rionegro Águilas. Ele fez sua estreia na equipe em 4 de maio de 2011, entrando como substituto no segundo tempo na derrota fora de casa por 2 a 1 contra o Independiente Medellín, pela Copa Colômbia de 2011.
Andrés Ricaurte fez sua estreia no Campeonato Colombiano em 14 de abril de 2012, jogando os últimos quatro minutos em um empate em casa por 1 a 1 contra o Independiente Medellín. Seu primeiro gol ocorreu em 10 de novembro, quando marcou o primeiro gol na derrota fora de casa por 3 a 2 para o Atlético Huila.

### Leones
Em 2016, foi transferido para o Leones, time da Categoría Primera B. Em 10 de fevereiro, estreou pela equipe no empate por 1 a 1 contra o Jaguares de Córdoba, pela Copa Colômbia 2016. No dia 20 de março, fez seu primeiro hat-trick como profissional na vitória por 4 a 1 sobre o Bogotá FC, sendo o destaque do jogo.
Pelo Leones, fez 36 partidas e marcou 10 gols, incluindo um hat-trick.

### Atlético Huila
Em 2017, foi transferido ao Atlético Huila. Estreou no dia 5 de fevereiro em um empate por 1 a 1 contra o Patriotas, pelo Torneio Apertura de 2017. O seu primeiro e único gol pelo clube foi marcado em 21 de outubro, na vitória fora de casa por 2 a 1 sobre o Envigado. Ele termina a temporada como destaque e capitão do clube, onde também chegou a dar dez assistências e marcar um gol em 40 partidas, permanecendo na mira dos grandes clubes do futebol colombiano.

### Independiente Medellín
Em 15 de dezembro de 2017, foi anunciada a contratação de Andrés Ricaurte pelo Independiente Medellín. Sua estreia aconteceu no dia 2 de fevereiro de 2018, na vitória por 3 a 0 sobre o Atlético Huila. Nove dias depois, em seu segundo jogo, ele marcou seu primeiro gol na vitória por 2 a 1 sobre o Boyacá Chicó. Em 12 de abril, ele fez sua estreia em uma competição continental, na derrota fora de casa por 2 a 0 para o Sol de América, pela Copa Sul-Americana de 2018.

### FC Dallas
Em 12 de agosto de 2020, foi confirmada a transferência por empréstimo de Andrés Ricaurte para o clube americano FC Dallas até dezembro de 2021, com uma opção de compra após o fim do contrato.

## Vida pessoal
O pai de Andrés Ricaurte, Carlos, também foi jogador de futebol e atuava como meio-campista, inclusive jogando pelo Atlético Nacional. Seu primo, Juan Guillermo, também era jogador de futebol profissional.

## Títulos
Independiente Medellín
- Copa Colômbia: 2019